# Al-Shama'il al-Muhammadiyya
 (novembre 2021).
La mise en forme du texte ne suit pas les recommandations de Wikipédia : il faut le « wikifier ».
Les points d'amélioration suivants sont les cas les plus fréquents. Le détail des points à revoir est peut-être précisé sur la page de discussion.
- Les titres sont pré-formatés par le logiciel. Ils ne sont ni en capitales, ni en gras.
- Le texte ne doit pas être écrit en capitales (les noms de famille non plus), ni en gras, ni en italique, ni en « petit »…
- Le gras n'est utilisé que pour surligner le titre de l'article dans l'introduction, une seule fois.
- L'italique est rarement utilisé : mots en langue étrangère, titres d'œuvres, noms de bateaux, etc.
- Les citations ne sont pas en italique mais en corps de texte normal. Elles sont entourées par des guillemets français : « et ».
- Les listes à puces sont à éviter, des paragraphes rédigés étant largement préférés. Les tableaux sont à réserver à la présentation de données structurées (résultats, etc.).
- Les appels de note de bas de page (petits chiffres en exposant, introduits par l'outil «  Source ») sont à placer entre la fin de phrase et le point final[comme ça].
- Les liens internes (vers d'autres articles de Wikipédia) sont à choisir avec parcimonie. Créez des liens vers des articles approfondissant le sujet. Les termes génériques sans rapport avec le sujet sont à éviter, ainsi que les répétitions de liens vers un même terme.
- Les liens externes sont à placer uniquement dans une section « Liens externes », à la fin de l'article. Ces liens sont à choisir avec parcimonie suivant les règles définies. Si un lien sert de source à l'article, son insertion dans le texte est à faire par les notes de bas de page.
- La présentation des références doit suivre les conventions bibliographiques. Il est recommandé d'utiliser les modèles {{Ouvrage}}, {{Chapitre}}, {{Article}}, {{Lien web}} et/ou {{Bibliographie}}. Le mode d'édition visuel peut mettre en forme automatiquement les références.
- Insérer une infobox (cadre d'informations à droite) n'est pas obligatoire pour parachever la mise en page.

Pour une aide détaillée, merci de consulter Aide:Wikification.
Si vous pensez que ces points ont été résolus, vous pouvez retirer ce bandeau et améliorer la mise en forme d'un autre article.

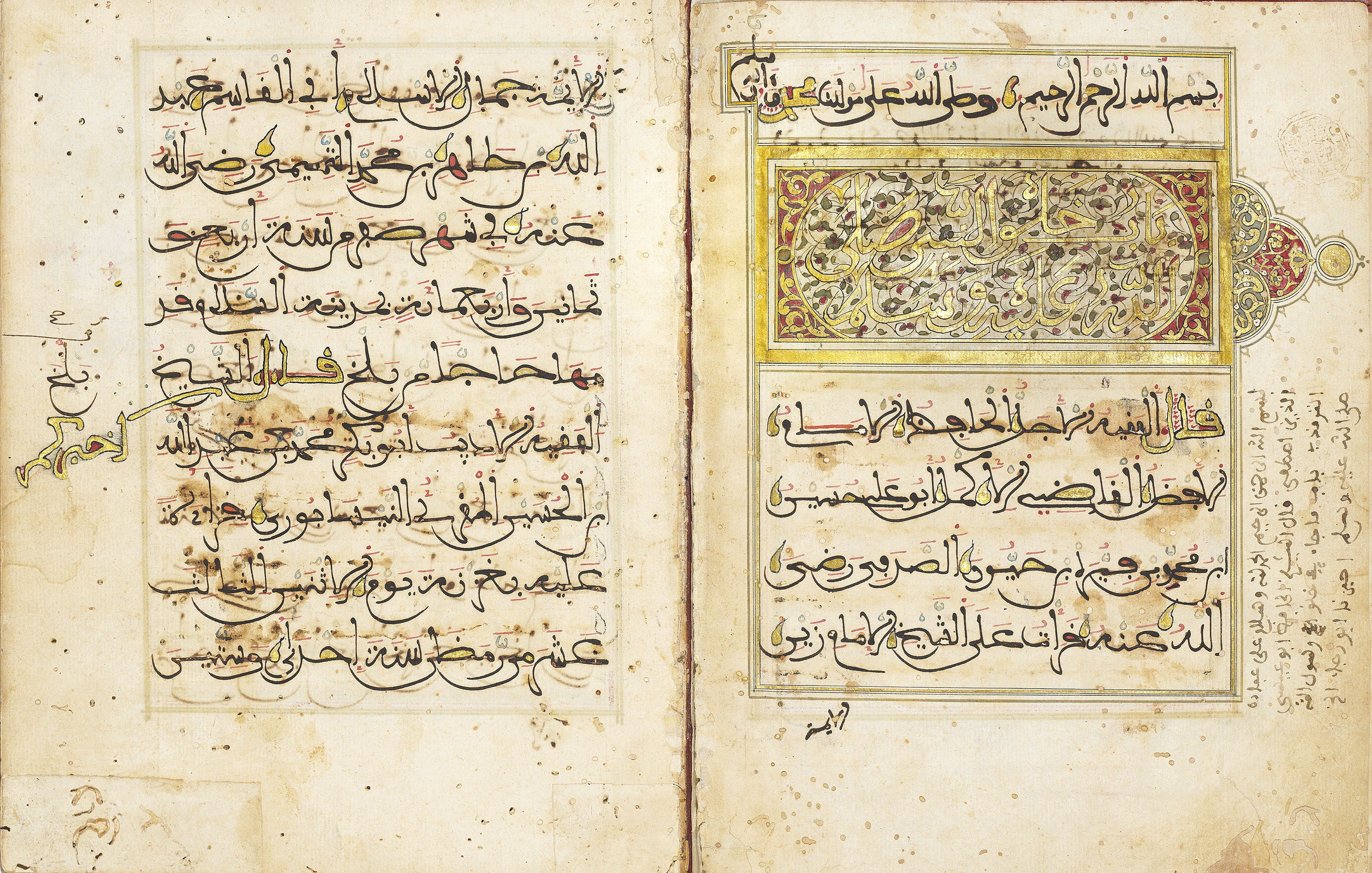
Un manuscrit enluminé du début du XVIIIe siècle de ash-Shamā'il al-Muhammadiyyah copié en écriture maghrébine à Fès.

 Le Shamā'il Muhammadiyyah ("Les qualités sublimes de Muhammad"), souvent appelé Shamā'il al-Tirmidhi ou simplement Shamā'il, est une collection de hadiths compilés par le savant Tirmidhi du IXe siècle concernant les détails complexes de la vie du prophète islamique Mahomet, y compris son apparence, ses biens, ses manières et bien plus encore. Le livre contient 399 récits des successeurs de Mahomet qui sont divisés en 56 chapitres.
Les plus connus et acceptés de ces hadiths sont attribués à Ali, cousin et gendre de Mahomet. Une autre description bien connue est attribuée à une femme nommée Umm Ma'bad. D'autres descriptions sont attribuées à Aisha, `Abd Allah ibn `Abbas, Abu Hurairah et Hasan ibn Ali. Alors que shama'il énumère les caractéristiques physiques et spirituelles de Mahomet en prose simple, dans hilye, celles-ci sont écrites dans un style littéraire. Parmi les autres textes descriptifs de Shama'il figurent le Dala'il al-Nubuwwah d'Al-Bayhaqi, le Tarih-i Isfahan d'Abu Naeem Isfahani, Al-Wafa bi Fadha'il al-Mustafa d'Abu'l-Faraj ibn al-Jawzi et Al-Shifa de Qadi Ayyad sont les principaux livres shemaa-il et hilya.

## Contenu des descriptions
La description de Muhammad par Ali, selon Tirmidhi, est la suivante : 
[Il est rapporté] de 'Ali (que Dieu soit satisfait de lui) que lorsqu'il a décrit les attributs du Prophète (que les bénédictions de Dieu et la paix soient sur lui), il a dit : « Il n'était pas trop grand et n'était pas trop petit, il était de taille moyenne parmi la nation. Ses cheveux n'étaient pas courts et bouclés, ils n'étaient pas non plus longs, ils pendaient en vagues. Son visage n'était pas trop dodu, ni charnu, mais il était quelque peu circulaire . Son teint était blanc rosé. Ses yeux étaient grands et noirs, et ses cils étaient longs. Il avait une ossature large et des épaules larges. Son torse était glabre à l'exception d'une fine ligne qui s'étendait de sa poitrine jusqu'à son ventre. Ses mains et ses pieds étaient plutôt grands. Lorsqu'il marchait, il se penchait en avant comme s'il descendait une pente. Lorsqu'il regardait quelqu'un, il tournait tout son corps vers lui. Entre ses deux épaules se trouvait le sceau de la prophétie, et il était le dernier des prophètes.
La description attribuée à Umm Ma'bad est la suivante :

J'ai vu un homme pur et propre, avec un beau visage et une belle silhouette. Il n'était pas gâché par un corps maigre, ni trop petit à la tête et au cou. Il était gracieux et élégant, avec des yeux intensément noirs et des cils épais. Il y avait une voix rauque et son cou était long. Sa barbe était épaisse et ses sourcils étaient finement arqués et non joints. Lorsqu'il se taisait, il était grave et digne, et lorsqu'il parlait, la gloire se levait et l'envahissait. Il était de loin le plus beau des hommes et le plus glorieux, et de près il était le plus doux et le plus beau. Il était doux de parole et articulé, mais pas mesquin ou insignifiant. Son discours était un chapelet de perles en cascade, mesuré de telle sorte que personne ne désespérait de sa longueur, et aucun œil ne le défiait à cause de la brièveté. En compagnie, il est comme une branche entre deux autres branches, mais il est le plus florissant des trois en apparence et le plus beau en puissance. Il a des amis qui l'entourent, qui écoutent ses paroles. S'il commande, ils obéissent implicitement, avec empressement et hâte, sans sourciller ni se plaindre.
Le titre de Mahomet en tant que « sceau des prophètes » ( khātam an-nabīyīn خاتم النبيين ; c'est-à-dire le dernier d'entre eux, comme le « sceau » fermant la communication de Dieu à l'homme) est tiré de la description d'Ali,
Entre ses deux épaules était le sceau de la prophétie, et il était le sceau des prophètes
Ce « sceau de prophétie » ( khātam an-nubuwwah خاتم النبوة ) entre les épaules de Mahomet est décrit plus en détail dans d'autres textes du hadith, et fait l'objet d'une discussion dédiée dans Sahih Muslim . Il est représenté comme une taupe au bout de son omoplate gauche, en taille comparée à un œuf de pigeon ou à une pomme. Un passage de Sunan Abu Dawood (32.4071), également recueilli dans le Shama'il, rapporte comment un Qurrah ibn Iyas al-Muzani à l'occasion de prêter allégeance à Mahomet a mis sa main dans sa chemise pour « sentir le sceau ».

## Traductions et éditions
Le Shama'il est généralement imprimé en annexe au Jami' de Tirmidhi en Inde et au Pakistan. Le professeur MHF Quraishi a traduit en anglais le Shama'il of Tirmidhi, qui a été publié en 1980 en Inde.
Une traduction et un commentaire en ourdou , Khasa'il-i Nabawi a été écrit par Muhammad Zakariya al-Kandahlawi.
Une traduction et un commentaire en anglais, « A Commentary on the Depiction of Prophet Muhammad » ont été publiés en 2015.
Une traduction et un commentaire en ouzbek, « Shamoili Muhammadiya » de Ziyovudin Rahim a été publié en 2020.